# Chrozophora senegalensis
Chrozophora senegalensis är en törelväxtart som först beskrevs av Jean-Baptiste de Lamarck, och fick sitt nu gällande namn av Adrien Henri Laurent de Jussieu och Spreng.. Chrozophora senegalensis ingår i släktet Chrozophora och familjen törelväxter. Inga underarter finns listade i Catalogue of Life.